# 24 августа
24 августа — 236-й день года (237-й в високосные годы) по григорианскому календарю.
До конца года остаётся 129 дней.
До 15 октября 1582 года — 24 августа по юлианскому календарю, с 15 октября 1582 года — 24 августа по григорианскому календарю.
В XX и XXI веках соответствует 11 августа по юлианскому календарю.

## Праздники и памятные дни
См. также: Категория:Праздники 24 августа

### Национальные
- Украина — День независимости.
- Эстония — День Пяртеля.
- США:
  - День необычной музыки[2].
  - День вафли[3].

### Профессиональные
- Кыргызстан — День внутренних войск[4]

### Религиозные
- Католицизм:
  - День святого Варфоломея.
- Православие[5][6]:
  - память священномученика Евпла Катанского (Сицилийского), архидиакона (304);
  - память преподобномучеников Феодора и Василия Печерских, в Ближних пещерах (1098);
  - память преподобного Феодора, инока, князя Острожского, Печерского, в Дальних пещерах (ок. 1483);
  - память мученицы Сусанны девы и с нею священномучеников Гаия, папы Римского, Гавиния, пресвитера, мучеников Клавдия, Максима, мученицы Препедигны, мучеников Александра и Куфия (295—296)[7];
  - память преподобного Иоанна Святогорского (Крюкова), затворника (1867)[8].

### Именины

#### Православные
Дата дана по новому стилю:
Мужские
- Александр — мученик Римский (сын мч. Клавдия Римского, см. Сусанна Римская);
- Василий — священномученик Василий Печерский, иеромонах;
- Гавиний (Габиний) — священномученик Гавиний Римский, пресвитер;
- Гаиан — мученик Гаиан;
- Гаий:
  - мученик Гаий;
  - священномученик Гаий, папа римский
- Донат — мученик Донат;
- Евпл (Еупл) — священномученик Евпл Катанский (Сицилийский), архидиакон;
- Зинон (Зенон) — мученик Зинон;
- Клавдий — мученик Клавдий Римский, сановник;
- Куфий — мученик Куфий Римский;
- Макарий (Макар) — мученик Макарий;
- Максим — мученик Максим Римский;
- Марк (Марко) — мученик Марк;
- Мартин (Мартын) — мученик Мартин;
- Неофит — мученик Неофит;
- Нифонт (Нифантий) — Нифонт, патриарх Константинопольский;
- Пассарион — преподобный Пассарион;
- Феодор (Фёдор):
  - Феодор Васильевич Острожский, Печерский, инок, князь
  - преподобномученик Феодор Печерский.

Женские
- Мария (Марья) — Мария синклитикия;
- Препедигна — мученица Препедигна Римская;
- Сосанна (Сусанна, Сусана) — Сусанна Римская, мученица, дева.

## События
См. также: Категория:События 24 августа

### До XVIII века
- 79 — предполагаемая дата извержения Везувия, в ходе которого погибли города Помпеи, Геркуланум и Стабии.
- 394 — сделана последняя известная древнеегипетская иероглифическая надпись (Надпись Исмет-Ахома) на острове Филы.
- 410 — Взятие Рима готами короля Алариха.
- 1109 — Битва на собачьем поле
- 1516 — Битва при Мардж Дабике, в которой Селим I разгромил армию мамлюков.
- 1542 — Испанский конкистадор Франсиско де Орельяна открыл устье Амазонки, назвав её так, потому что на его экспедицию напали индейские женщины-воины.
- 1553 — Корабль капитана Ричарда Ченслора бросил якорь в устье Северной Двины.
- 1572 — Варфоломеевская ночь, резня гугенотов во Франции.
- 1660 — Французские предприниматели П. Рэдиссон (Pierre-Esprit Radisson) и М. Гросселье (Médard Chouart Sieur des Groseilliers) приняли решение об основании Компании Гудзонова залива.

### XVIII век
- 1720 — Основано Сардинское королевство.
- 1742 — Окончание боевых действий на суше в очередной русско-шведской войне. Переговоры начались лишь через год, после успешных действий русского флота, и закончились Абоским миром.
- 1770 — 17-летний английский поэт Томас Чаттертон, отчаявшись добиться признания, отравился, после чего сразу его произведения стали популярными.
- 1789 — Между российским и шведским флотом состоялось первое Роченсальмское сражение.
- 1791 — В Британии принят Конституционный Акт, разделивший Канаду на две части со своими губернаторами и своими собственными законами.

### XIX век
- 1814 — Англичане взяли Вашингтон и сожгли Белый дом в отместку за сожжение американцами публичных зданий в Йорке (ныне Торонто).
- 1821 — По Кордовскому договору Испания признала независимость Мексики.
- 1848 — в устье реки Мерси сгорел американский парусник «Ocean Monarch»[англ.]. Более двухсот человек погибли.
- 1853 — Американским поваром Джорджем Крамом изобретены картофельные чипсы.
- 1869 — Запатентована первая вафельница.
- 1873 — В результате заключения Гендемианского мирного договора установлен российский протекторат над Хивинским ханством.
- 1876 — Индейцы Центральной Канады согласились поселиться в резервациях.
- 1896 — Арест ряда членов петербургского «Союза борьбы за освобождение рабочего класса» (Н. К. Крупской и др.).

### XX век
- 1904 — в России отменены телесные наказания.
- 1906 — Президент США Теодор Рузвельт издал указ, обязывавший все официальные документы государства публиковать только после их орфографической проверки.
- 1917 — США заявили о предоставлении Временному правительству России займа в 100 млн долларов.
- 1919 — в Москве прошёл День сбора книг для РККА. В «Правде» первая полоса вышла под шапкой: «Либкнехт сказал: крепкий кулак — хорошее дело, но надо, чтобы и в голове было ясно. У Красной Армии крепкий кулак. Дадим ей книгу, чтобы было ещё яснее в головах красноармейцев»[источник не указан 4742 дня].
- 1932 — в Берлине запрещены нацистские газеты в связи с провоцированием ими беспорядков.
- 1937 — советский лётчик Константин Кайтанов первым в мире совершил парашютный прыжок из стратосферы — с высоты 11037 м[10].
- 1938 — американская газета «The Christian Century[англ.]» впервые использовала термин «мыльная опера» по отношению к телесериалам.
- 1942 
  - Севернее Сталинграда немецкими войсками потоплено санитарно-транспортное судно СТС-56 «Композитор Бородин». Из примерно 700 раненых, перевозимых на пароходе, погибло около 400 человек, часть выживших попала в плен.
  - Началось сражение у восточных Соломоновых островов.
- 1943 — началась битва за Днепр.
- 1944 — завершилась Жебрияны-Вилковская десантная операция, обеспечившая освобождение Молдавии от фашистской оккупации.
- 1949 — вступил в силу подписанный в апреле договор об образовании НАТО.
- 1950 — проведена операция «Волшебный ковёр» по переселению 45 тысяч евреев из Йемена в Израиль.
- 1951 — катастрофа DC-6 под Оклендом
- 1954 — в США запрещена компартия.
- 1963 — катастрофа Ил-14 под Кутаиси. Погибли 32 человека.
- 1965 — катастрофа C-130 в Гонконге, 59 погибших.
- 1968 — Франция провела первые испытания термоядерного оружия.
- 1978 — в Якутии произведён ядерный взрыв «Кратон-3» мощностью 19 килотонн.
- 1981
  - Над Амурской областью гражданский Ан-24 столкнулся с бомбардировщиком Ту-16, в результате чего погибли 37 человек. Единственная выжившая — Лариса Савицкая, пережившая падение с высоты 5 километров.
  - Вынесен приговор убийце Джона Леннона Марку Чепмену — пожизненное заключение с правом подачи прошения о помиловании через 20 лет.
- 1989 — один из лидеров движения «Солидарность» Тадеуш Мазовецкий стал главой правительства Польши.
- 1990 — принята декларация о суверенитете Таджикистана.
- 1991
  - Украина провозгласила свою независимость.
  - Михаил Горбачёв объявил о сложении с себя полномочий генерального секретаря ЦК КПСС и призвал ЦК к самороспуску.
  - В Риге и Лиепае демонтированы памятники Ленину.
- 1992 — ураган Эндрю (5-я категория) разрушил город Хомстед в американской Флориде, общий ущерб составил 25 млрд долларов США (в ценах 1992 года)
- 1995 — официально представлена операционная система Windows 95.

### XXI век
- 2001 — после остановки обоих двигателей самолёт Airbus A330 компании Air Transat совершил самое длительное планирование среди реактивных самолётов.
- 2004 — в результате терактов потерпели катастрофу самолёты Ту-154Б-2 и Ту-134А-3, погибли 90 человек.
- 2006 — Плутон перестал считаться планетой Солнечной системы и перешёл в разряд карликовых планет.
- 2008
  - При заходе на посадку в районе аэропорта Манас под Бишкеком потерпел катастрофу самолёт Boeing 737 авиакомпании Itek Air.
  - Закрытие летних Олимпийских игр в Пекине.
- 2010
  - Катастрофа E-190 в Ичуне, 44 погибших.
  - Катастрофа Dornier 228 под Катманду, 14 погибших.
- 2016 
  - Землетрясение в Италии; погибло 295 человек.
  - Открытие планеты Proxima b в обитаемой зоне у Проксимы Центавра.
- 2022 — вторжение России на Украину: ракетный удар по железнодорожной станции Чаплино, 25 погибших.
- 2023 — украинская ДРГ осуществила высадку в Крым.

## Родились
См. также: Категория:Родившиеся 24 августа

### До XIX века
- 1420 — Альбрехт фон Эйб (ум. 1475), немецкий гуманист, священник.
- 1552 — Лавиния Фонтана (ум. 1614), итальянская художница болонской школы.
- 1712 — Корнелиус Дауэс[нидерл.] (ум. 1773), голландский математик и астроном.
- 1739 — графиня Елизавета Воронцова (ум. 1792), фрейлина, фаворитка российского императора Петра III.
- 1750 — Мария Летиция Рамолино (ум. 1836), мать Наполеона I Бонапарта.
- 1767 — Максим Власов (ум. 1848), русский военачальник, генерал от кавалерии, наказной атаман войска Донского.
- 1776 — Юзеф Вроньский (ум. 1853), польский математик, философ-мистик, российский офицер.
- 1787 — Джеймс Уэдделл (ум. 1834), английский исследователь Антарктиды, первооткрыватель моря Уэдделла.

### XIX век
- 1815 — Евгения Тур (наст. имя Елизавета Васильевна Салиас-Де-Турнемир; ум. 1892), русская писательница, сестра А. В. Сухово-Кобылина.
- 1839 — Эдуард Направник (ум. 1916), чешский и российский композитор, дирижёр.
- 1845 — князь Лев Голицын (ум. 1915), основатель виноделия в России, создатель русского шампанского, винодельческих центров в Массандре и Абрау-Дюрсо.
- 1848 — Евгений Лансере (ум. 1886), российский скульптор.
- 1865 — Фердинанд I (ум. 1927), король Румынии (1914—1927).
- 1870 — Владимир Пуришкевич (ум. 1920), русский политик, черносотенец, организатор убийства Григория Распутина.
- 1872 — Макс Бирбом (ум. 1956), английский писатель и художник-карикатурист, книжный иллюстратор.
- 1875 — Эдуар Ньюпор (ум. 1911), французский авиаконструктор, лётчик.
- 1890 — Дьюк Каханамоку (ум. 1968), американский пловец, ватерполист, трёхкратный олимпийский чемпион, киноактёр
- 1892 — Леонид Макарьев (ум. 1975), советский актёр, режиссёр, драматург, основоположник русского театра для детей.
- 1899
  - Ферхат Аббас (ум. 1985), алжирский политический и государственный деятель.
  - Хорхе Луис Борхес (ум. 1986), аргентинский писатель-прозаик, поэт, публицист.
  - Альбер Клод (ум. 1983), бельгийско-американский биолог, лауреат Нобелевской премии по физиологии и медицине (1974).

### XX век
- 1901 — Андрей Костричкин (ум. 1973), русский советский актёр театра и кино.
- 1902 
  - Фернан Бродель (ум. 1985), французский историк.
  - Карло Гамбино (ум. 1976), американский мафиози, босс одной из «Пяти семей» мафии Нью-Йорка.
- 1903
  - Борис Кауфман (ум. 1980), французский и американский кинооператор и режиссёр российского происхождения.
  - Грэхем Вивиан Сазерленд (ум. 1980), английский живописец, график и дизайнер.
- 1905 — Сиака Стивенс (ум. 1988), президент Сьерра-Леоне (1971—1985).
- 1922
  - Говард Зинн (ум. 2010), американский историк, политолог, драматург.
  - Рене Левек (ум. 1987), канадский журналист и политический деятель, основатель Квебекской партии, премьер-министр Квебека (1976—1985).
- 1923 — Виктор Глушков (ум. 1982), русский, советский математик, кибернетик, академик, вице-президент АН УССР, Герой Социалистического Труда.
- 1923 — Юлий Карасик (ум. 2005), советский кинорежиссёр и сценарист.
- 1927 — Гарри Макс Марковиц, американский экономист, лауреат премии по экономике памяти Нобеля (1990).
- 1928 — Левко Лукьяненко (ум. 2018), украинский правозащитник, диссидент, политический деятель.
- 1929 — Ясир Арафат (ум. 2004), председатель исполкома Организации освобождения Палестины (1969—2004).
- 1931 — Сергей Вайцеховский (ум. 2002), советский и российский тренер по плаванию, заслуженный тренер СССР.
- 1934
  - Кенни Бейкер (ум. 2016), английский актёр (R2-D2 в «Звёздных войнах»).
  - Станислав Шаталин (ум. 1997), советский и российский экономист, руководитель программы реформ «500 дней».
- 1935 — Юрий Клепиков (ум. 2021), советский и российский драматург, сценарист, актёр.
- 1936 — Антония Сьюзен Байетт (ум. 2023), английская писательница, лауреат Букеровской премии (1990).
- 1940 — Вячеслав Костиков, журналист, писатель, бывший пресс-секретарь президента России Ельцина.
- 1942 — Юрий Севидов (ум. 2010), советский футболист, советский и российский тренер, спортивный обозреватель.
- 1944 — Кристин Чаббак (ум. 1974), американская тележурналистка.
- 1945
  - Винс Макмэн, американский промоутер реслинга.
  - Кен Хенсли, английский рок-музыкант, клавишник группы Uriah Heep.
- 1947
  - Роже Де Вламинк, бельгийский велогонщик.
  - Пауло Коэльо, бразильский писатель-прозаик и поэт.
  - Владимир Масорин, российский военачальник, адмирал флота, главнокомандующий ВМФ России (2005—2007).
- 1948
  - Жан-Мишель Жарр, французский музыкант, композитор, один из пионеров электронной музыки.
  - Саули Ниинистё, финский политик, президент Финляндии (с 2012 года).
- 1956 — Татьяна Ташкова, советская и российская актриса театра, кино и рекламы.
- 1957 — Стивен Фрай, британский писатель, актёр, комик, режиссёр и телеведущий.
- 1958 — Стив Гуттенберг, американский киноактёр («Полицейская академия»).
- 1960 — Такаси Миикэ, японский кинорежиссёр.
- 1963 — Хидэо Кодзима, японский геймдизайнер.
- 1964 — Салижан Шарипов, российский космонавт, Герой России.
- 1965
  - Реджи Миллер, американский баскетболист, олимпийский чемпион (1992), член Зала славы баскетбола.
  - Кумар Аксакалов, казахстанский государственный и общественный деятель, аким Северо-Казахстанской (2017—2022) и Костанайской (с 2022) областей.
- 1968 — Андреас Киссер, соло-гитарист бразильской метал-группы Sepultura.
- 1970 — Тугай Керимоглу, турецкий футболист и тренер.
- 1972
  - Жан-Люк Брассар, канадский фристайлист, олимпийский чемпион в могуле (1994).
  - Фриц Штробль, австрийский горнолыжник, олимпийский чемпион и чемпион мира.
- 1973 — Инге де Брёйн, нидерландская пловчиха, 4-кратная олимпийская чемпионка.
- 1976
  - Алекс О’Лафлин, австралийский актёр театра и кино.
  - Ян Ян (A), китайская шорт-трекистка, двукратная олимпийская чемпионка, многократная чемпионка мира.
- 1977 
  - Денилсон, бразильский футболист, чемпион мира (2002).
  - Глеб Никитин, российский государственный и политический деятель., губернатор Нижегородской области с 26 сентября 2018 года.
  - Роберт Энке (совершил самоубийство в 2009), немецкий футболист.
- 1981 — Чад Майкл Мюррей, американский актёр и писатель.
- 1982
  - Андерс Бардаль, норвежский прыгун на лыжах с трамплина, двукратный чемпион мира.
  - Ким Чельстрём, шведский футболист.
- 1987 — Анже Копитар, словенский хоккеист, двукратный обладатель Кубка Стэнли.
- 1988
  - Руперт Гринт, британский актёр (роль Рона Уизли в фильмах о Гарри Поттере).
  - Максимилиан Райнельт (ум. 2019), немецкий спортсмен, олимпийский чемпион в академической гребле.
- 1989 — Тамара Чипеш, венгерская гребчиха-байдарочница, двукратная олимпийская чемпионка.
- 1990 — Элизабет Дебики, австралийская актриса.
- 1995 — леди Амелия Виндзор, член британской королевской семьи.
- 1997 — Алан Уокер, англо-норвежский музыкальный продюсер и диджей.

### XXI век
- 2003
  - Алёна Косторная, российская фигуристка-одиночница, чемпионка Европы (2020).
  - Эстанис Педрола, испанский футболист.

## Скончались
См. также: Категория:Умершие 24 августа

### До XIX века
- 49 до н. э. — погиб Гай Скрибоний Курион (р. ок. 84 до н. э.), римский политик, цезарианец, народный трибун и претор.
- 1540 — Франческо Пармиджанино (р. 1503), итальянский живописец, один из ведущих представителей маньеризма.
- 1572 — Гаспар II де Колиньи (р. 1519), граф, адмирал Франции, французский государственный деятель, один из вождей гугенотов.
- 1777 — Антун Канижлич (р. 1699), хорватский поэт и историк, иезуит.

### XIX век
- 1809 — граф Михаил Каменский (р. 1738), российский полководец, генерал-фельдмаршал.
- 1832 — Сади Карно (р. 1796), французский физик, основатель термодинамики.
- 1838 — Ференц Кёльчеи (р. 1790), венгерский поэт-романтик, автор венгерского национального гимна.
- 1846 — Иван Крузенштерн (р. 1770), российский мореплаватель, адмирал.
- 1888 — Рудольф Клаузиус (р. 1822), немецкий физик и математик, один из основоположников термодинамики.

### XX век
- 1912 — Алексей Суворин (р. 1834), русский издатель, журналист.
- 1919 — Хейкки Паасонен (р. 1865), финский языковед, фольклорист и этнолог.
- 1921 — приговорён к расстрелу Николай Гумилёв (р. 1886), русский поэт, один из ведущих представителей акмеизма.
- 1929 — Ян Фабрициус (р. 1877), советский полководец Гражданской войны.
- 1938 — Владимир Адрианов (р. 1875), российский советский военный картограф, конструктор компасов, художник.
- 1940 — Пауль Нипков (р. 1860), немецкий инженер, изобретатель в области телевидения.
- 1943 — Мария Лилина (р. 1866), актриса МХТ, заслуженная артистка РСФСР, жена К. С. Станиславского.
- 1944 — погиб Рудольф Брейтшейд (р. 1874), один из лидеров германской социал-демократии.
- 1950 — расстрелян Григорий Кулик (р. 1890), Маршал Советского Союза, Герой Советского Союза.
- 1956 — Кэндзи Мидзогути (р. 1898), японский режиссёр, классик национального кинематографа.
- 1966
  - Лао Шэ (р. 1899), китайский прозаик, драматург, публицист.
  - Тадеуш Бур-Коморовский (р. 1895), командир Армии крайовой.
- 1967
  - Генри Кайзер (р. 1882), американский промышленник.
  - Герман Грапов (р. 1885), немецкий египтолог.
- 1972 — Люсьен Ребате[англ.] (р. 1903), французский писатель и журналист, сторонник национал-социализма.
- 1975 — Чарльз Ревсон (р. 1906), американский бизнесмен, сооснователь фирмы «Ревлон».
- 1979
  - Ханна Райч (р. 1912),  немецкая лётчица-испытатель.
  - старец Сампсон (р. 1900), священник Русской православной церкви, иеросхимонах и духовный писатель.
- 1983 — Михаил Шуйдин (р. 1922), цирковой клоун, акробат-эксцентрик, народный артист РСФСР.
- 1988 — Борис Романицкий (р. 1891), актёр театра и кино, народный артист СССР (1944).
- 1990 — Сергей Довлатов (р. 1941), русский писатель.
- 1992 — Андрей Лупан (р. 1912), молдавский советский писатель, поэт, общественный деятель.
- 1995 — Збынек Бриних (Zbyněk Brynych) (р. 1927), чешский режиссёр.
- 1997 — Льюис Эссен (р. 1908), британский физик, создатель кварцевых и атомных часов.
- 1999 — Илья Тюрин (р. 1980), русский поэт, рок-музыкант.

### XXI век
- 2002 — Николай Гурьянов (р. 1909), священник  Русской православной церкви.
- 2005 — Юрий Саранцев (р. 1928), советский и российский актёр, мастер дубляжа, народный артист России.
- 2006 — Виктор Павлов (р. 1940), актёр театра и кино, народный артист России.
- 2009 — Антон (Тони) Зайлер (р. 1935), австрийский горнолыжник, трёхкратный олимпийский чемпион (1956).
- 2010 — Владимир Мсрян (р. 1938), актёр, народный артист Армении.
- 2012 — Феликс Миели (р. 1937), бразильский футболист (вратарь), чемпион мира.
- 2014 — Ричард Аттенборо (р. 1923), английский актёр, кинорежиссёр и продюсер, лорд, обладатель премии «Оскар».
- 2016 — Нина Ерёмина (р. 1933), советская баскетболистка, чемпионка мира, двукратная чемпионка Европы.
- 2017 — Джей Томас (р. 1948), американский актёр-комик, радиоведущий.
- 2018 — Алексей Парамонов (р. 1925), советский футболист и хоккеист, олимпийский чемпион (1956).
- 2020 — Паскаль Лиссуба (р. 1931), конголезский политический и государственный деятель, премьер-министр (1963—1966) и президент страны (1992—1997).
- 2024 — Джордж Роден (р. 1926), ямайский легкоатлет (бег на короткие дистанции, эстафетный бег), двукратный олимпийский чемпион (1952), олимпийский и мировой рекордсмен.

## Приметы
День Евпатия Коловрата. Козы. Стрижка овец. Василий. Фёдор-Василий. Евпл.
- Издавна считалось, что в этот день не следует употреблять алкоголь.
- Советовали также избегать болотистых местностей, поскольку в этот день на болоте творились «чудеса»: «бывают слышны песни, а никого нет»[11].
- На Василия тепла не видать.
- Василий овцам шерсть даёт.